# Peder Thøgersen (præst)
 Der er flere personer med dette navn, se Peder Thøgersen.
Peder Thøgersen (6. august 1577 i Randers- 1634) var en dansk skolemand og præst, af en gammel Randersfamilie, søn af sognepræsten magister Thøger Lassen og Gertrud Pedersdatter.
Han synes at have gået i skole i Viborg og Hamborg og studerede i København og 1602-05 i Leiden og Franeker, hvor han udgav
nogle af de sædvanlige latinske Disputatser og blev Magister. 1605
blev han Rektor i Randers. Formodentlig har han fra Tyskland
og Holland medført Interesse for Opførelsen af Skolekomedier,
eftersom der fra hans Tid og fra Randers Skole er bevaret en af vore
betydeligste gamle Samlinger af Skuespil og Mellemspil, der til
Dels ere opførte ved Skolens Maj fest 1607 under T.s Ledelse.
Mere tvivlsomt er det, om tillige den danske Bearbejdelse i alt
Fald af et af disse Stykker, Moraliteten «om Verden og den
fattige», skyldes ham. Trods sine formelle Svagheder er dette Stykke
livligere og mere realistisk end de fleste andre af samme, temmelig
abstrakt moraliserende og allegoriserende Genre. Bl.a. har det
ganske karakteristiske komiske Bondescener; men Æmnet er sikkert
laant, skjønt det ikke er lykkedes at paavise den tyske eller
hollandske Original.
T.s Skolevirksomhed blev ikke af lang Varighed. Efter
Faderens Død blev han 1608 hans Eftermand som Sognepræst ved St.
Mortens Kirke og Provst i Støvring Herred. S. A. ægtede han
Anne (d. 1649), Datter af Byfoged Poul Nielsen i Randers. Han
døde 1634 og efterfulgtes i Embedet af sin Søn.